# ペリー・ヒベイロ
ペリー・ヒベイロ (ペリー・リベイロとも、1937年10月27日– 2012年2月24日)は、ブラジル出身の歌手。ボサノヴァ、MPB、ジャズの分野を中心に、1959年から亡くなる直前まで活躍した。

## 来歴
1937年10月27日、歌手のダウヴァ・ジ・オリヴェイラ（Dalva de Oliveira、1917年生まれ、1972年没）とシンガーソングライターのエリヴェウト・マルチンス（Herivelto Martins、1912年生まれ、1992年没）の息子として生まれた。
ヒベイロは子供の頃から芸能活動を始め、ディズニー映画「白雪姫」では小人のバッシュフルの声を、母親は白雪姫の声を吹き替えた。 また、オーソン・ウェルズがブラジルに赴いて撮影した映画「It's All True」にも参加した。1944年、ルイス・ジ・バホス監督のミュージカル・コメディ映画「Berlim na batucada」に俳優として出演した。 この映画は、オーソン・ウェルズが「It's All True」の撮影中にブラジルを通過したことや、アメリカの善隣政策を風刺したものであった。
ヒベイロの歌手としてのキャリアが始まったのは1959年のことである。ヒベイロはテレビトゥピのカメラオペレーターとして働いていた時、Rádio Nacionalのパウロ・グラシンド（Paulo Gracindo）の番組に出演するように誘われた。この時、ブラジルのラジオアナウンサー、映画俳優、テレビの司会者であるセザール・ジ・アレンカール（César de Alencar）の勧めで、ペリー・ヒベイロという芸名を名乗った。
1960年、歌手として成功していたヒベイロの母親が、ヒベイロの作曲した「Não devo insistir」を録音した。この年、ヒベイロは歌手として初のレコードを録音した。1961年、ヒベイロがいくつか行った録音の中には1959年の映画「黒いオルフェ」でも使われた「カーニバルの朝」と「Samba de Orfeu」も含まれていた。同じ年には、ホベルト・メネスカルとホナウド・ボスコリの「O Barquinho」を録音し、ボサノヴァのスタンダードとなっている。1962年、ヒベイロは初のLP「Pery Ribeiro e seu mundo de canções românticas」を録音。ギター伴奏はルイス・ボンファが務めた。
ヒベイロはボサノヴァの名曲「イパネマの娘」を最初に録音した歌手の一人で、1963年1月にオデオンレコードのために録音した。この曲はヒベイロの2枚目のLP「Pery é todo bossa」に収録されている。1965年にはテレビの特番「ジェミニV」に出演し、レニー・アンドラージとボサ・トレスとクラブ「ポラォン73 (Porão 73)」で共演している。ヒベイロ、アンドラージ、ボサ・トレスはその後も何度か共演している。1998年、ヒベイロはマイアミに移住し、2011年まで住んでいた。
2006年、ヒベイロは妻のアナと共同で、ヒベイロの幼少期、初期のキャリア、両親の関係などを綴った回顧録「Minhas duas estrelas」を執筆した。2010年、この本をもとにしたテレビシリーズがヘジ・グローボによって放送された。
ヒベイロは2012年2月24日、リオデジャネイロで心臓発作のため死去したが、死の直前にウィルソン・シモナルへのオマージュとして22人のアーティストとのデュエットアルバムを完成させた。

## 評価
2012年、ヒベイロはローリング・ストーン・ブラジルの選ぶ歴史上最も偉大な100人のブラジル人シンガーに選出（64位）。同誌はヒベイロのキャリアを次のように評価している。
"おそらくブラジルで最も過小評価されている歌手... 彼はボサノヴァを代表する歌手の一人となっている。... テクニック、チューニング、洗練されたセンス、音楽的な知性......ペリーはこれらすべてに余裕があり、すべてのスタイルを歌っていた。"

## ディスコグラフィ
- 1962年 - Pery Ribeiro e seu mundo de canções românticas
- 1963年 - Pery é todo bossa
- 1964年 - Pery muito mais bossa
- 1965年 - Gemini V-Show na boate Porão 73-Leny Andrade, Pery Ribeiro e Bossa Três
- 1966年 - Encontro-Pery Ribeiro + Bossa 3
- 1967年 - Gemini V no México
- 1971年 - Pery Ribeiro
- 1972年 - Gemini cinco anos depois-Pery Ribeiro & Leny Andrade
- 1972年 - Pery Ribeiro
- 1974年 - Abre alas
- 1975年 - Herança
- 1976年 - Bronzes e cristais
- 1979年 - Alvorada
- 1980年 - Os grandes sucessos da bossa nova
- 1980年 - Sings bossa nova hits
- 1981年 - Brasileiríssimas
- 1986年 - Pra tanto viver - Pery Ribeiro e Luiz Eça
- 1991年 - Pery
- 1992年 - Brasil bossa nova - Pery Ribeiro, Wanda Sá e Osmar Milito - Série Academia Brasileira de Música, vol. 3
- 1992年 - Songs of Brazil
- 1995年 - Fica comigo esta noite - Pery Ribeiro interpreta Adelino Moreira
- 1997年 - A vida é só pra cantar
- 1999年 - Tributo a Taiguara
- 2006年 - Pery Ribeiro ao vivo
- 2006年 - Cores da minha bossa
- 2007年 - S' Wonderful Movie'n'Bossa
- 2011年 - 100 Anos de Música Popular Brasileira (オムニバス)
- 2013年 - Pery Ribeiro abraça Simonal - Dueto com amigos[12]

## 参照
1. ↑  Pery Ribeiro - Os Grandes Sucessos Da Bossa Nova (1980, Vinyl) | Discogs
2. 1 2 3 4  “Pery Ribeiro morre aos 74 anos,vitima de um infarte”.   Globo.com. 2012年8月24日時点のオリジナルよりアーカイブ。2012年2月24日閲覧。
3. ↑  “Berlim na batucada”.   cinedia.com.br. 2012年2月24日閲覧。
4. ↑  Suzana Cristina de Souza Ferreira (2003). Cinema carioca nos anos trinta e quarenta. Annablume
5. 1 2 3  “Pery Ribeiro Biografia”. 2012年1月6日時点のオリジナルよりアーカイブ。2012年2月24日閲覧。
6. ↑  Castro, Ruy (2003). Bossa Nova: The Story of the Brazilian Music That Seduced the World. Chicago Review Press. p. 240
7. ↑  Ribeiro, Pery; Ana Duarte (2006). Minhas duas estrelas. Globo Livros. pp. 360. ISBN 978-85-250-4781-6.  オリジナルの24 August 2012時点におけるアーカイブ。
8. ↑  Casetti, Danilo (2012年2月9日). “Pery Ribeiro fala sobre o centenário do seu pai, Herivelto Martins” (Portuguese).   Globo.com. 2012年2月26日時点のオリジナルよりアーカイブ。2012年2月25日閲覧。
9. ↑  http://g1.globo.com/pop-arte/noticia/2012/02/pery-ribeiro-morre-aos-74-anos-vitima-de-um-enfarte.html
10. ↑  “Pery Ribeiro: disco ao lado de Caetano Veloso e Marina Elali estava pronto!”. 2012年2月25日閲覧。
11. ↑  “As 100 maiores vozes da musica brasileira”. Rolling Stone (Brasil) (73). (October 2012).  オリジナルの31 October 2013時点におけるアーカイブ。 2013年10月31日閲覧. "Possivelmente o cantor mais subestimado do Brasil ... ele se tornou uma das principais vozes da bossa nova.... Técnica, afinação, gosto apurado, inteligência musical – Pery tinha tudo isso de sobra e cantava todos os estilos."
12. ↑   Dicionário Cravo Albin da Música Popular Brasileira: “Pery Ribeiro - Discografia”. 2015年3月3日閲覧。